# TOI-1452 b
TOI-1452 b è un pianeta extrasolare in orbita attorno alla stella TOI-1452, a circa 100 anni luce di distanza dal sistema solare, nella costellazione del Dragone. È stato scoperto nel 2022 con il metodo del transito tramite il telescopio spaziale TESS della NASA (TOI, sta per TESS Objects of Interest).
TOI-1452 b potrebbe essere un pianeta oceanico, cioè completamente ricoperto d'acqua.

## Stella madre
TOI-1452 è un sistema di stelle binario composte da due piccole e fredde nane rosse molto simili tra loro (masse rispettivamente di 0,249 e 0,226 M⊙), le cui componenti sono indicate con TIC 420112589 e TIC 420112587. TOI-1452 b orbita intorno a TIC 420112589 la nana rossa principale, di tipo spettrale M4, di massa 0,249 (± 0,008) M☉ e raggio 0,275 ± 0,009 R⊙. Le due stelle orbitano attorno al comune centro di massa in circa 1400 anni, a una distanza reciproca di circa 97 UA.

## Caratteristiche
TOI-1452-b è una super Terra e il confronto tra la massa (circa cinque volte la Terra) e la densità (simile alla Terra) fanno pensare a un nucleo roccioso circondato da elementi più volatili. Più precisamente, il rapporto tra raggio e massa, unito all'analisi spettrale degli elementi presenti intorno alla stella madre (misurati tramite lo spettro-polarimetro SPIRou) sono consistenti con la possibilità che circa il 22% della massa del pianeta sia costituito da acqua.